# Gustav Freij
Gustav Freij (né le 17 mars 1922 et mort le 4 août 1973) est un lutteur suédois spécialiste de la lutte gréco-romaine. Il participe aux Jeux olympiques d'été de 1948, aux Jeux olympiques d'été de 1952 et aux Jeux olympiques d'été de 1960. Il remporte le titre olympique en 1948, la médaille d'argent en 1952 et la médaille de bronze en 1960 en combattant dans la catégorie des poids légers.

## Palmarès

### Jeux olympiques
- Jeux olympiques de 1948 à Londres,  Royaume-Uni
  -  Médaille d'or.
- Jeux olympiques de 1952 à Helsinki,  Finlande
  -  Médaille d'argent.
- Jeux olympiques de 1960 à Rome,  Italie
  -  Médaille de bronze.